# Piscine à boules

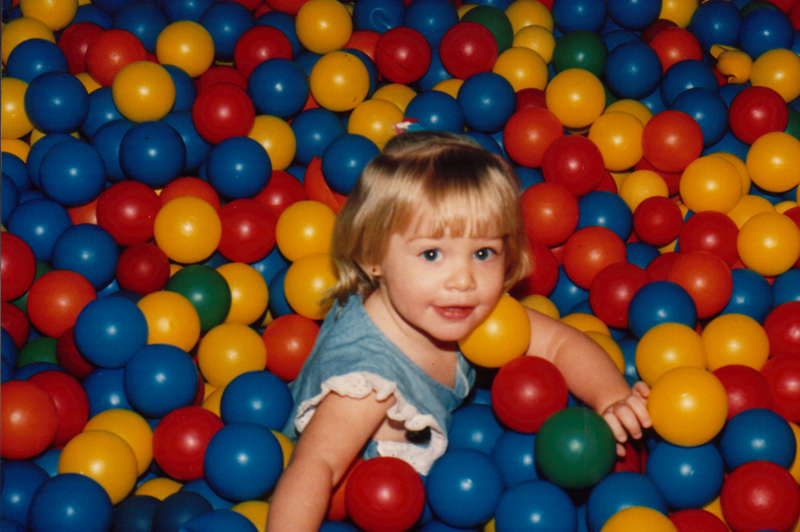
Un enfant dans une piscine à boules.

Une piscine à boules ou à balles est un équipement de loisir consistant en un bassin rembourré rempli de sphères en plastique, de couleurs généralement variées et vives. Les utilisateurs, le plus souvent des enfants, pénètrent à l'intérieur du bassin et, du fait de leur poids, s'enfoncent en partie parmi les objets.

## Localisation

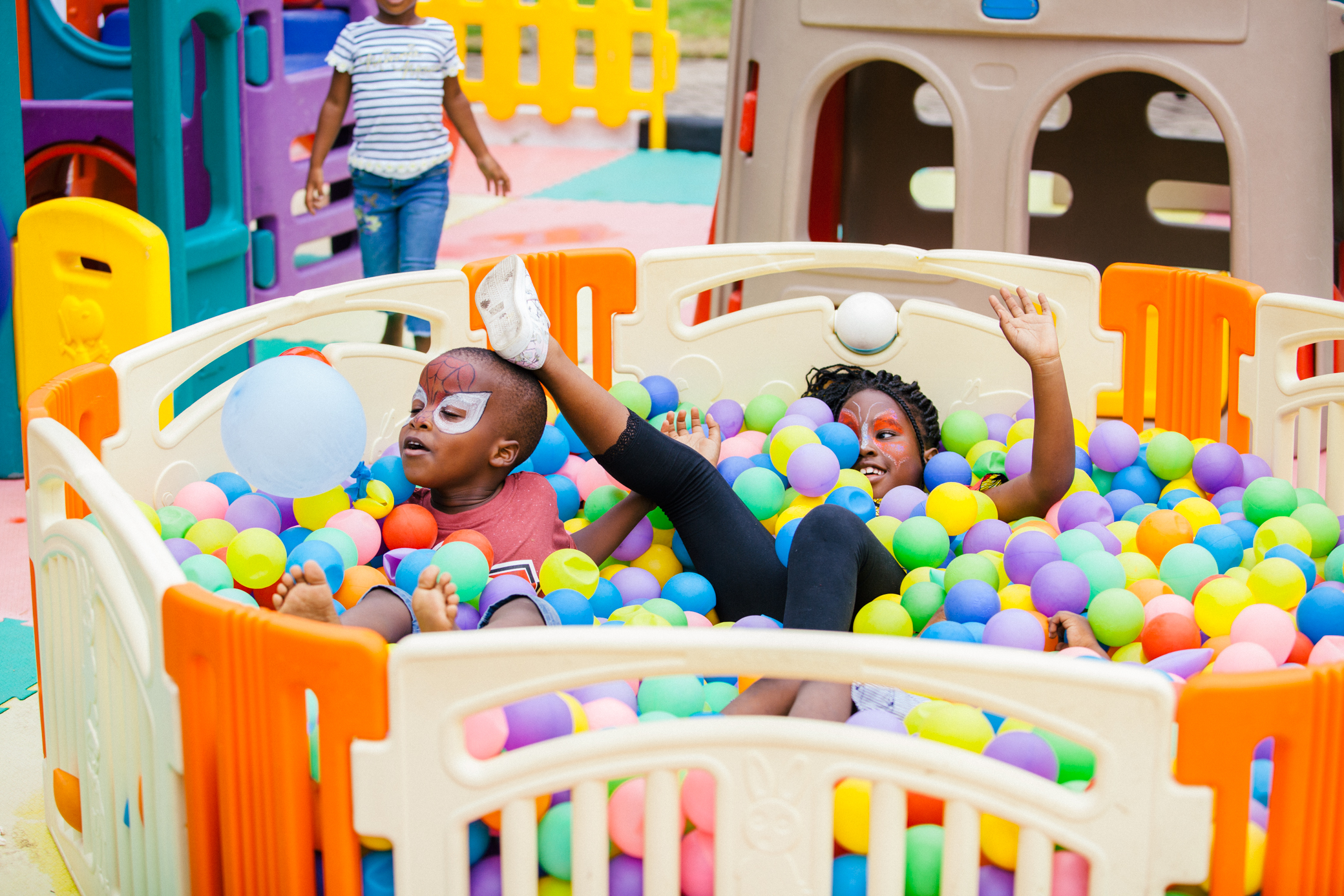
Piscine à boules dans un parc d'attractions en Tanzanie.

On en trouve dans les terrains de jeux ou les parcs d'attraction, les établissements de restauration rapide, les centres commerciaux, les salles d'arcade, et divers autres lieux publics, en intérieur comme en extérieur. Elles peuvent être combinées avec d'autres types de jeux, comme des toboggans. Un certain nombre de piscines à boules sont des structures démontables, généralement gonflables, pouvant être louées par des particuliers pour des occasions spéciales.

## Histoire
La piscine à boules a été inventée dans les années 1970 par Eric McMillan (en), un designer canadien. La première a été installée en 1976 à SeaWorld Captain Kids World, à San Diego.

## Risques
Le matériau composant les boules peut entraîner des allergies. D'autre part, un protocole de lavage des mains et de désinfection du dispositif devrait être mis en place pour éviter le développement de la flore bactérienne, afin de ne pas mettre en danger la santé des enfants. Enfin, les chocs entre enfants induits par les jeux dans les piscines à boules peuvent entraîner des blessures ; il existe également un risque de suffocation.
À partir de la fin des années 1990, plusieurs légendes urbaines ont commencé à se répandre, notamment par le biais de chaînes de lettres, à propos d'enfants qui auraient été gravement blessés ou même tués par des dangers rencontrés dans des piscines à boules, tels que des serpents venimeux ou des seringues.

## Inspiration
La nouvelle La Piscine à balles (The Ball Room) de China Miéville met en scène un fantôme hantant la piscine à boules d'un magasin de meubles de type Ikea.